# Селенид лютеция
Селенид лютеция — бинарное неорганическое соединение
лютеция и селена 
с формулой LuSe,
кристаллы.

## Получение
- Постепенное нагревание стехиометрических количеств чистых веществ:

{\displaystyle {\mathsf {Lu+Se\ {\xrightarrow {T}}\ LuSe}}}

## Физические свойства
Селенид лютеция образует кристаллы нескольких модификаций:
- кубическая сингония, пространственная группа F m3m, параметры ячейки a = 0,5576 нм, Z = 4, структура типа хлорида натрия NaCl;
- ромбическая сингония, параметры ячейки a = 1,127 нм, b = 0,795 нм, c = 2,379 нм [1][2]